# Mary Eliza Fullerton
Mary Eliza Fullerton (Glenmaggie, Victòria (Austràlia), 14 de maig de 1868 - 23 de febrer de 1946) fou una escriptora feminista australiana.

## Biografia
Fullerton nasqué el 14 de maig del 1868 a Glenmaggie, Victòria (Austràlia). Fou educada a casa per sa mare i a l'escola estatal. Després de deixar l'escola, es va quedar en la propietat dels seus pares, fins que es traslladà a Melbourne quan tenia vint anys.
Participà en el moviment sufragista femení des de la dècada del 1890 i primeria de 1900. Durant la Primera Guerra Mundial, escrigué articles sobre temes feministes i argumentà en contra del reclutament per a publicacions victorianes. Fou membre del Partit Socialista Victorià i de l'Associació Política de Dones.
Visità Anglaterra el 1912 i s'hi traslladà el 1922 amb la seua companya Mabel Singleton.
Va morir a Maresfield, Anglaterra, el 23 de febrer de 1946.

## Carrera literària
Escrigué històries, articles i versos per a revistes i periòdics, a vegades amb el pseudònim d'Alpenstock. Publicà tres novel·les entre 1921 i 1925 amb el seu propi nom, però per temor als prejudicis contra ella com a dona sense educació universitària, la publicació de les seues dues últimes obres en vers, Les pigues fan tan poc amb la seua privacitat i La meravella i la poma, els publicà amb el pseudònim E. Miles Franklin l'ajudà en la publicació. La seua identitat com a autora fou revelada pòstumament.